# Chance Myers
Chance Myers est un joueur américain de soccer né le 7 décembre 1987 à Thousand Oaks en Californie. Il évolue au poste d'arrière droit.

## Biographie
Après deux saisons à évoluer en NCAA avec les Bruins d'UCLA, Myers anticipe son passage en pro et signe un contrat Génération Adidas avec la MLS.
Il est repêché comme 1er choix de la MLS SuperDraft 2008 par les Wizards de Kansas City.

## Palmarès
- Avec le  Sporting de Kansas City :
  - Vainqueur de la Coupe MLS en 2013
  - Vainqueur de la Coupe des États-Unis en 2012 et 2015